# Urski barjak
Urski barjak je urešena kutija iz Ura u današnjem Iraku iz otprilike 2500. pr. Kr.
Napravljena je u obliku šuplje izdužene kutije koja je imala užu gornju od donje stranice, na čijim širim stranama se nalaze raskošno intarzirani mozaici (školjke, vapnenac, lapis lazuli i bitumen). Njena namjena je nepoznata, ali se prilikom njezina otkrića u kraljevskom groblju grada Ura vjerovalo kako je riječ o barjaku. PNaime, Sir Leonard Woolley, koji je vodio iskapanja 1927. – 1928. godine, pronašao ju je u jednoj od najvećih grobnica (Br. 779.), pored kostura ritualno žrtvovanog čovjeka za kojega je držao kako je barjaktar.
Na obje strane figure od crvenog vapnenca su poredane u tri trake (razine), odvojeni dekorativnim frizovima od školjaka na plavoj pozadini od lapis lazulija. Kralj je prepoznatljiv po svojoj veličini, a slijed likova ne isključuje ideju kretanja.
Strana pod nazivom „mir” prikazuje blagdan i procesiju za kralja. U gornjoj traci kralj, prikazan veći u svečanoj haljini od ovčje kože (gr. kaunakes), sjedi ispred šest počasnih gostiju, okružen dvoranima, plesačima, batlerima i harpistom. U trakama ispod njega prikazuje se povorka dvorjana i seljaka, trgovaca i obrtnika koji donose životinje, darove i hranu. Ova strana je važna za povijest glazbe jer prikazani glazbenik, harpist u pratnji pjevačica, svira instrument identičan onima koji su pronađeni u kraljevskom groblju u Uru.
Prikaz na drugoj strani, pod nazivom „rat”, pokazuje vojsku (pješaci i bojna kola), općenito vojnu kastu i vjerojatno robovsku podršku. Kralj je prikazan u sredini gornje trake, vidljivo viši i jači od običnih vojnika, kako stoji ispred nagih i sputanih zarobljenika.
U traci ispod kralja prikazan je prizor bitke s osam vojnika u gotovo identičnim pozama, najstarija nam poznata vojske (kožnati oklop i koplja), nakon kojih slijedi zarobljavanje neprijatelja. Ispod njih su četiri kočije s vozačem i ratnikom (naoružan kopljem ili sjekirom). To je prvi poznati prikaz bojnih kola s četiri puna kotača i četiri magarca, konji se javljaju tek u 2. tisućljećju pr. Kr.
Iako se mozaici smatraju suprotnima „(rat i mir”), oni su vjerojatnije povezani kao bitka poslije koje slijedi pobjednička proslava. To bi bilo više u skladu sa sumeranskom merizmom, vrstom naracije u kojoj se svi događaji opisuju u parovima suprotnosti

## Poveznice
- Tehnologija drevnih civilizacija